# スーパーアグリ・SA08A

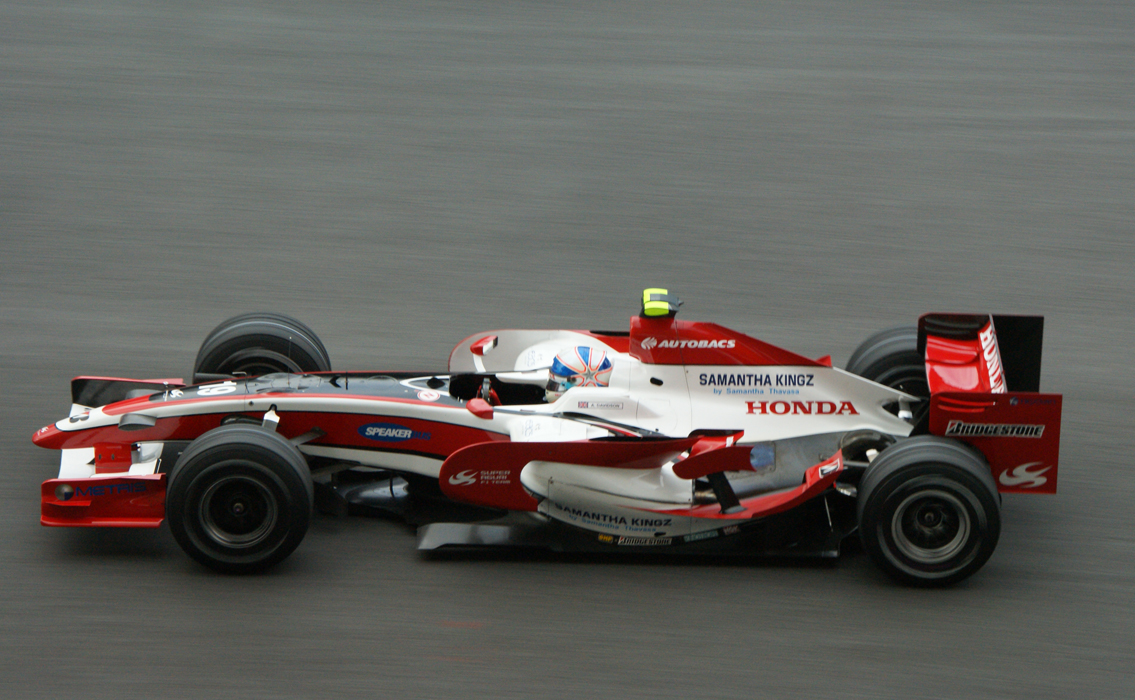
2008年マレーシアGPでセパン・インターナショナル・サーキットを走行するSA08A（ドライバーはアンソニー・デビッドソン）

スーパーアグリ・SA08A (Super Aguri SA08A) はスーパーアグリF1チームが2008年のF1世界選手権に投入したフォーミュラ1カー。同チーム最後のF1マシンとなった。

## 特徴
2007年シーズンにホンダが使用したRA107をベースに、リヤ周辺をRA108と共通のパーツを使用、そのほかの空力パーツの一部をスーパーアグリによるオリジナルのものを使用している。
サイドポッドのボーダフィンは、シーズンオフのテストで試された後方排気口(チムニーダクト)との一体型を採用している。フロントウイングは、今までのスーパーアグリF1のマシンにはない3枚フラップのものを装着し、フロントノーズの中心部分には新たにブラックのカラーリングが施されている。

## 開発
2007年シーズン終了後、スーパーアグリF1では暫定マシンとして、SA07Bと呼ばれるマシンでテストを行った。しかしこれは、RA106をベースとするSA07とは異なり、RA107をベースとしたものであった。これにより、再びカスタマーシャーシに関する議論、批判が再燃した。
実際に翌2008年にホンダによるモータースポーツ発表会において、スーパーアグリのマシンはホンダからカスタマー供給されることを正式に発表している。
2008年になって、チームは2月を目処に新車、SA08Aを発表することを表明、FIAによるクラッシュテストに合格したものの、スポンサーならびにチームそのものの売却に関する協議が難航し、新車の発表はおろかシーズン前のテストすら出来なくなってしまった。
結局発表は行われず、開幕戦のオーストラリアGPが事実上のシェイクダウンテストとなった。
目下の懸案であったカスタマーシャーシ問題については、コンコルド協定で2010年を以って使用禁止され、それまではトロ・ロッソとスーパーアグリの2チームに対して使用を許可することが決定した。
これによってSA08Aの使用は可能になったものの、2010年でのオリジナルシャーシの開発を行ううえで、施設、人材の確保が必要となってしまった。開幕前にチームの株式を、イギリスのマグマ・グループに売却し経営の支援について基本合意したのも、こうしたことでの多額の資金が求められたからだといえる。
しかし、マグマ・グループの支援が4月になって突然解消され、トルコGPを前にして、十分な資金調達が不可能と判断、チームは撤退を決め、SA08Aは最後のマシンとなってしまった。

## スペック

### シャーシ
- シャーシ名 SA08A
- 全長 4,685 mm
- 全幅 1,800 mm
- 全高 950 mm
- ホイールベース 3,165mm
- 前トレッド 1,450 mm
- 後トレッド 1,400 mm
- クラッチ ザックス
- ブレーキキャリパー alcon
- ブレーキディスク・パッド ヒトコ
- ダンパー ショーワ
- ホイール BBS
- タイヤ ブリヂストン
- ギヤボックス 7速セミオートマチック/カーボンファイバー製ケーシング
- シートベルト タカタ

### エンジン
- エンジン名 ホンダRA808E
- 気筒数・角度 V型8気筒・90度
- 排気量 2,400cc
- 最高回転数 19,000回転以上
- 最大馬力 700馬力以上
- スパークプラグ NGK
- 燃料・潤滑油 ENEOS
- イグニッション ホンダPGM-IG
- インジェクション ホンダPGM-FI

## 記録
| 年   | No. | ドライバー               | 1   | 2   | 3   | 4   | 5   | 6   | 7   | 8   | 9   | 10  | 11  | 12  | 13  | 14  | 15  | 16  | 17  | 18  | ポイント | ランキング |
| 年   | No. | ドライバー               | AUS | MAL | BHR | ESP | TUR | MON | CAN | FRA | GBR | GER | HUN | EUR | BEL | ITA | SIN | JPN | CHN | BRA | ポイント | ランキング |
| ---- | --- | ------------------------ | --- | --- | --- | --- | --- | --- | --- | --- | --- | --- | --- | --- | --- | --- | --- | --- | --- | --- | -------- | ---------- |
| 2008 | 18  | 佐藤琢磨                 | Ret | 16  | 17  | 13  |     |     |     |     |     |     |     |     |     |     |     |     |     |     | 0        | －         |
| 2008 | 19  | アンソニー・デビッドソン | Ret | 15  | 16  | Ret |     |     |     |     |     |     |     |     |     |     |     |     |     |     | 0        | －         |

- 太字はポールポジション、斜字はファステストラップ。(key)
- 第5戦以降は撤退。